# 우물고누
우물고누 또는 고당기(褲襠棋)는 두 명이 승부를 겨룰 수 있는 한국과 중국의 전통 보드게임이다. 고누의 일종이다.

## 갤러리

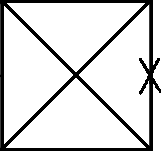
놀이판의 한 종류
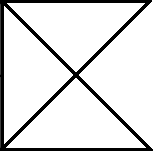
(특히 고당기에서) 놀이판의 한 종류.
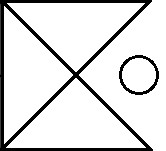
놀이판의 한 종류
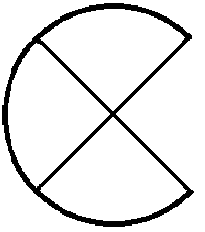
(특히 우물고누에서) 놀이판의 한 종류.

## 같이 보기
- 고누